# Dígame
Dígame es el nombre de una revista semanal publicada en la España del franquismo, fundada y dirigida por K-Hito y el dibujante Tilu. Es considerada la primera publicación moderna en España por la fórmula gráfica que utilizaban. Según algunos autores "La revista 'Dígame' (Rotativo gráfico semanal) nace en 1940 en Madrid y a lo largo de su historia, se consolida como una de las publicaciones semanales de tirada nacional más importantes de los años 60. Su contenido es muy variado, abarcando temas de actualidad: música, cultura, arte, toros, moda y deportes. Dígame fue una de las revistas de información general, que ha pasado a la historia de las publicaciones españolas.".

## Dígame, segunda etapa
Finalmente, posterior a la muerte de K-Hito, fue a parar a manos del supuesto abogado de origen chileno-español, José Emilio Rodríguez Menéndez, condenado a prisión en España por delitos de evasión fiscal y difamación, el cual la convirtió en una revista dedicada básicamente a la prensa rosa, como herramienta de escandalización, al punto de ser secuestrada en noviembre de 2000 por conculcar el derecho a la intimidad de una mujer en un reportaje sobre la prostitución relacionada con dirigentes del Partido Popular, cerrando sus publicaciones a finales de dicho año.

## Enlaces de interés
- Dígame

- Datos: Q5815955